# Садвен
Садвен (VI век) — отшельник валлийский. День памяти — 29 ноября.
Святой Садвен (Sadwen), или Садурн (Sadwrn), или Сатурнин (Saturninus) был братом св. Ильтуда и учеником св. Кадфана. В его честь освящены несколько храмов в Уэльсе.
Считается, что Святой Садвен погребён в храме всех святых в Бриксуорте  неподалёку от Нортгемптона. Англичане иногда отождествляют его со св. Эгидием.

## Тропарь, глас 8
The remoteness of the Welsh mountains was thy desert, O Father Sadwen,/
where thou didst serve God in fasting and humility./
May thy continual intercession avail for us sinners that our souls may be saved.